# Karel Saitl
Karel Saitl (Velké Němčice, 5 novembre 1924 – Zlín, 9 gennaio 2020) è stato un sollevatore cecoslovacco.
Non prese parte alle Olimpiadi di Londra 1948 per un infortunio. Ha partecipato alle Olimpiadi di Helsinki nel 1952, piazzandosi decimo. Conquistò la medaglia di bronzo nei campionati europei nella medesima gara olimpica del 1952 a Helsinki, e una medaglia di bronzo nel 1956. Vinse inoltre argento e bronzo negli europei e mondiali del 1953 a Stoccolma.
Vinse per quindici volte consecutive il titolo cecoslovacco dei pesi gallo. Passato ai tornei masters vinse 17 titoli europei, 15 titoli mondiali e tre World Master Games.